# Arthur Farrell
Arthur Farrell, född 8 februari 1877 i Montreal, död 7 februari 1909 i Sainte-Agathe-des-Monts, Quebec, var en kanadensisk ishockeyspelare på amatörnivå.

## Karriär
Arthur Farrell inledde ishockeykarriären på skolan College Sainte-Marie i Montreal under det sena 1890-talet och spelade därefter med Montreal Shamrocks i Amateur Hockey Association of Canada, AHAC, och Canadian Amateur Hockey League, CAHL. Med Shamrocks vann han två Stanley Cup, 1899 och 1900.
Vid sidan om isen författade Farrell vad som förefaller vara den första boken om ishockey, Hockey: Canada's Royal Winter Game, utgiven 1899. Han skrev även boken How to play ice hockey, först utgiven 1907, och sammanställde Ice hockey and ice polo guide 1901–1904.
Farrell insjuknade i tuberkulos 1906 och lades in på ett sanatorium i Sainte-Agathe-des-Monts, Quebec, där han dog 7 februari 1909.
1965 valdes Farrell postumt in i Hockey Hall of Fame.